# Cinchonin
Cinchonin ist ein China-Alkaloid. Strukturell zählt es zu den Chinolin-Alkaloiden und ist das wichtigste Nebenalkaloid von Chinin. Es ist ein kristallines, geruchsloses Pulver. Die Verbindung ist ein Diastereomer von Cinchonidin.

## Vorkommen
Cinchonin kommt in vielen Cinchona-Arten (Rubiaceae), wie im Roten Chinarindenbaum Cinchona pubescens aber auch  Cinchona officinalis und Cinchona spp vor und wird aus der Rinde des Baumes isoliert. Dem schottischen Arzt und Pharmakologen Andrew Duncan gelang als erstes die Isolierung des Reinstoffs.

## Eigenschaften
Cinchonin wirkt gegen Malaria, ist aber nicht so stark wirksam, wie Chinin.

## Verwendung
Cinchonin kann zur Racematspaltung sowie zur Fällung von Bismut, Cadmium, Germanium, Molybdän und Wolfram benutzt werden.